# Hockey sur gazon aux Jeux olympiques d'été de 1972
Navigation
Mexico 1968 Montréal 1976

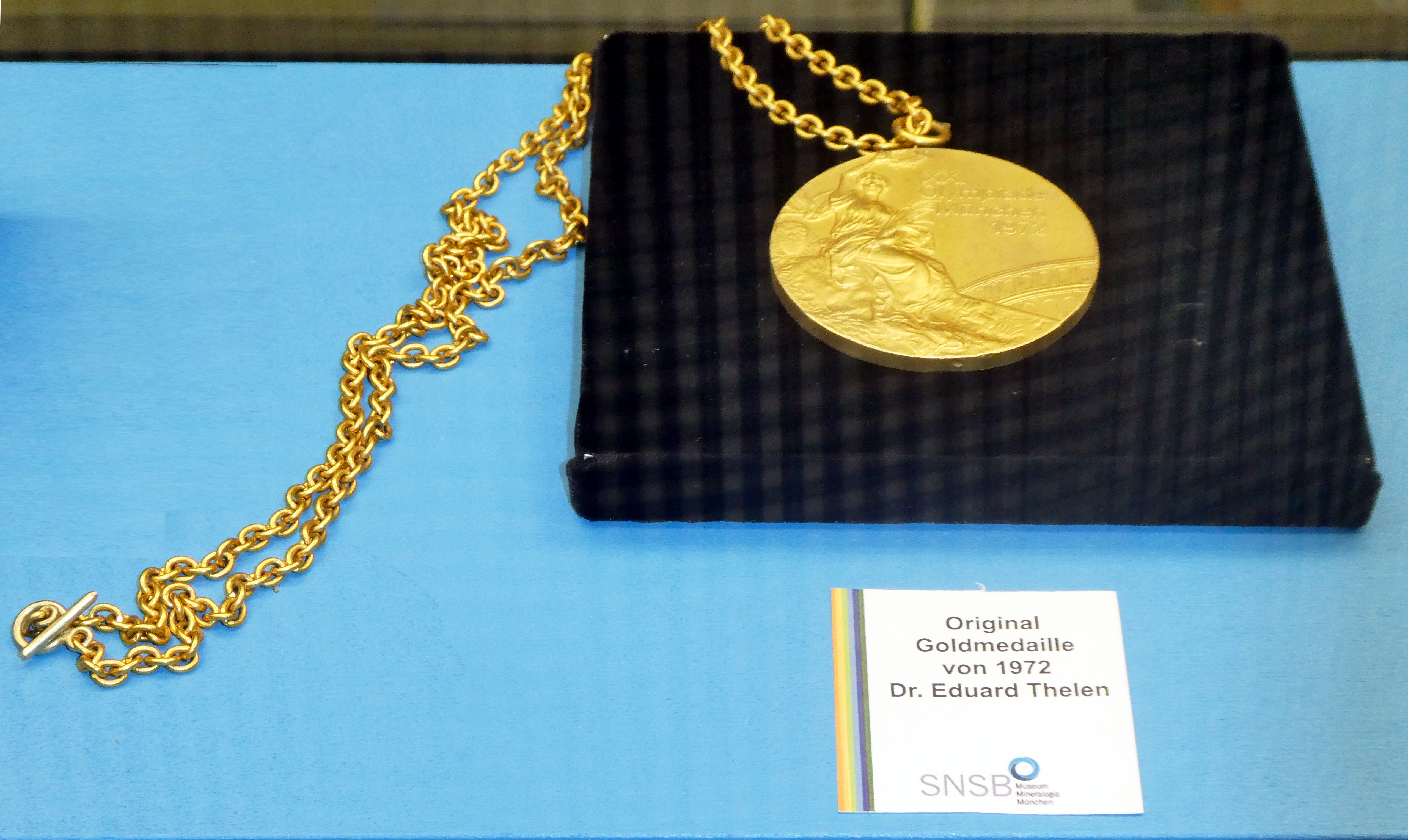
Médaille d'or olympique

Résultats du tournoi Olympique de Hockey sur gazon lors des Jeux olympiques d'été de 1972 à Munich.

## Podium masculin
|                                    | RFA                                 |
|                                    | Médaille d'or, Jeux olympiques      |
| Pakistan                           |                                     |
| Médaille d'argent, Jeux olympiques | Inde                                |
| Médaille d'argent, Jeux olympiques | Médaille de bronze, Jeux olympiques |

### Les médaillés
| Or | Argent | Bronze |
| RFA | Pakistan | Inde |
| Eduard Thelen Peter Trump Uli Vos Rainer Seifert Wolfgang Strödter Eckart Suhl Michael Peter Wolfgang Rott Fritz Schmidt Ulrich Klaes Michael Krause Peter Kraus Werner Kaessmann Carsten Keller Detlev Kittstein Wolfgang Baumgart Horst Dröse Dieter Freise | Munawwaruz Zaman (en) Saleem Sherwani (en) Zahid Sheikh (en) Fezalur Rehman Muhammad Shahnaz Abdul Rashid Mohammed Asad Malik Akhtarul Islam Islahuddin Siddique (en) Saeed Anwar (en) Mudassar Asghar Jahangir Ahmad Butt Iftikhar Ahmed Riaz Ahmed Akhtar Rasool (en) | Mukhbain Singh (en) Varinder Singh Harcharan Singh (en) Harmik Singh (en) Kulwant Singh (en) Krishnamurty Perumal Ajitpal Singh (en) Harbinder Singh (en) Ashok Kumar (en) Kindo Michael (en) M. P. Ganesh (en) B. P. Govinda (en) Charles Cornelius (en) Manuel Frederick (en) |